# Jevgenyij Igorevics Kiszin
Jevgenyij Igorevics Kiszin (oroszul Евгений Игоревич Кисин; Moszkva, 1971. október 10. – ) kétszeres Grammy-díjas orosz (brit és izraeli állampolgársággal is rendelkezik) zongoraművész, zeneszerző.

## Élete, munkássága
Jevgenyij Kiszin a Szovjetunióban született egy moszkvai orosz-zsidó családban, apja Igor Kiszin (eredetileg Igor Otman) repülőgépmérnök, anyja Emilia Kiszina zongoratanár volt. Kétévesen hallás után már eljátszotta zongorán azokat a zenéket, amiket hallott a környezetében, például egy Bach-fúgát, amelyet idősebb nővére tanult. Iskolai zongoratanulmányait hatévesen kezdte a Gnyeszin Orosz Állami Zeneakadémián, ahol Anna Pavlovna Kantor volt a tanára. Kantor maradt mindvégig Kiszin egyetlen tanára, aki idővel a családhoz költözött, és együtt élt velük. Kiszin tízévesen adta első zenekari hangversenyét, Mozart K. 466-os zongoraversenyét játszotta az Uljanovszki Szimfonikusok kíséretével. A következő évben, 1982-ben adta első szólókoncertjét Moszkvában. 1984 márciusában, tizenkét évesen eljátszotta Chopin mindkét zongoraversenyét a Moszkvai Konzervatórium nagytermében, a Moszkvai Állami Filharmonikusokat Dmitrij Kitajenko vezényelte. A hangversenyt rögzítette a szovjet Melogyija hanglemezkiadó, és a következő évben megjelentette. Kiszin a koncert, illetve a hangfelvétel révén a nemzetközi figyelem középpontjába került.
Külföldön először Kelet-Európában, 1985-ben mutatkozott be, majd egy év múlva japán turnén vett részt. 1987-ben debütált Nyugat-Európában: a berlini fesztiválon lépett fel. 1988-ban a Moszkvai Virtuózokkal és Vlagyimir Szpivakovval turnézott Európában. Ezután bemutatkozott az Egyesült Királyságban is, a BBC Promenade Concerts („Proms”) keretében, Valerij Gergijev és a Londoni Szimfonikus Zenekar közreműködésével. Ugyanazon év decemberében a Berlini Filharmonikus Zenekar szilveszteri koncertjén játszotta Csajkovszkij 1. zongoraversenyét, a karmester Herbert von Karajan volt. A hangversenyt a Deutsche Grammophon élőben rögzítette.
Az Egyesült Államokban 1990-ben lépett fel először, Chopin zongoraversenyeit játszotta a New York-i Filharmonikusokkal, Zubin Mehta dirigálásával. Egy héttel később a Carnegie Hall alapításának 100. évfordulóját ünneplő hangversenysorozat az ő szólókoncertjével vette kezdetét. 1995-ben minden idők legfiatalabbjaként kapta meg a Musical America „Az év legjobb hangszeres előadója” címét. 1997-ben ő lett a Proms történetében az első zongorista, aki szólóhangversenyt adott, hatezres nézősereg előtt. A koncertet a BMG Classics élőben rögzítette.
Kiszin az egész világon szívesen látott zongoraművész, rendszeresen játszik olyan élvonalbeli karmesterekkel, mint Seiji Ozawa, Claudio Abbado, Vladimir Ashkenazy, James Levine, Kurt Masur, Valerij Gergijev, Simon Rattle, Daniel Barenboim, és fellépett szinte az összes híres zenekarral. Zeneszerzéssel is foglalkozik, már 1989-ben megjelent lemezen Két invenció című műve, 2019-ben pedig a vonósnégyesét adták ki a Kopelman Quartet előadásában.
Kiszin 2002-ben brit állampolgárságot, 2013-ban pedig izraeli állampolgárságot kapott. A zongorajátéka mellett orosz és jiddis költeményeket is megjelentetett, amiket ő maga mondott lemezre. 2018-ban jelent meg önéletrajzi könyve Emlékiratok és elmélkedések címmel.
Prágában él. Házas, 2017-ben vette feleségül gyerekkori barátját, Karina Arzumanovát, három gyermekük van.

## Díjai, elismerései
- 1986 – Az Oszakai Szimfonikus Hangversenyterem Kristálydíja (Japán)
- 1991 – Az év zenésze (Siena, Olaszország)
- 1992 – Grammy-díj
- 1995 – Az év legjobb hangszeres előadója (Musical Amaerika)
- 1997 – Triumph-díj (Oroszország)
- 2001 – A New York-i Mahattan School of Music díszdoktora
- 2003 – Sosztakovics-díj (Oroszország)
- 2005 – Herbert von Karajan zenei díj
- 2005 – A Londoni Királyi Zeneakadémia tiszteletbeli tagja
- 2006 – Echo Klassik-díj
- 2006 – Grammy-díj
- 2007 – Arturo Benedetti Michelangeli-díj (Olaszország)
- 2009 – A Hongkongi Egyetem díszdoktora
- 2009 – Grammy-díj
- 2010 – A Jeruzsálemi Héber Egyetem díszdoktora
- 2010 – Grammy-díj
- 2012 – Örmény Becsületrend
- Beer Sheba Ben Gurion Egyetem díszdoktora.

## Felvételei
Válogatás az AllMusic és a Discogs listája alapján.
| Megjelenés | Tartalom | Közreműködők                                 | Kiadó                          |
| ---------- | --- | -------------------------------------------- | ------------------------------ |
| 1984       | Evgeny Kissin Plays Works of Schumann, Chopin and Liszt                                                                          |                                              | Melogyija                      |
| 1985       | Chopin: Concertos Nos.1 and 2 for Piano and Orchestra                                                                            | Moscow State Philharmony, Dmitrij Kitajenko  | Melogyija                      |
| 1986       | The Opening Concert at the Grand Hall of the Moscow Conservatoire June 11, 1986                                                  |                                              | Melogyija                      |
| 1987       | Evgeni Kisin in Yokohama |                                              | Melogyija                      |
| 1989       | Prokofjev: Piano Concerto No. 3; Visions Fugitives Op. 22; Dance Op. 23 No. 1; Jevgenyij Kiszin: Two Inventions                  | Andrej Csisztjakov                           | RCA Victor Red Seal            |
| 1989       | Csajkovszkij: Piano Concerto No. 1                                                                                               | Berliner Philharmoniker, Herbert von Karajan | Deutsche Grammophon            |
| 1990       | Yevgeny Kissin in Tokyo (Rachmaninov, Prokofjev, Liszt, Chopin, Szkrjabin)                                                       |                                              | Columbia, Sony Music           |
| 1990       | Carnegie Hall Debut Concert (Schumann, Prokofjev, Liszt, Chopin)                                                                 |                                              | RCA Victor Red Seal            |
| 1991       | Schubert: Wanderer Fantasie; Brahms: Fantasien Op. 116; Liszt: 4 Lieder; Ungarische Rhapsodie No. 12                             |                                              | Deutsche Grammophon            |
| 1991       | Mozart: Piano Concerto No. 12 | Moscow Virtuosi, Vlagyimir Szpivakov         | RCA Victor Red Seal            |
| 1993       | Schumann: Piano Concerto | Wiener Philharmoniker, Carlo Maria Giulini   | Sony Music                     |
| 1993       | Rachmaninoff: Concerto No. 2; Etudes-Tableaux                                                                                    | London Symphony Orchestra, Valerij Gergijev  | RCA Victor                     |
| 1994       | Prokofjev: Piano Concertos Nos. 1 & 3                                                                                            | Berliner Philharmoniker, Claudio Abbado      | Deutsche Grammophon            |
| 1995       | The Legendary 1984 Moscow Concert, Chopin Piano Concertos Nos. 1 & 2                                                             |                                              | RCA                            |
| 1996       | Schumann: Fantasy; Liszt: Transcendental Etudes                                                                                  |                                              | RCA                            |
| 1997       | Beethoven: Piano Concertos Nos. 2 & 5                                                                                            | Philharmonia Orchestra, James Levine         | Sony Classical                 |
| 1998       | Bach–Busoni: Chaconne; Beethoven: Rondos; Schumann: Kreisleriana                                                                 |                                              | RCA Victor Red Seal            |
| 2000       | Chopin: 24 Preludes, Op. 28; Sonata No. 2; Polonaise, Op. 53                                                                     |                                              | RCA                            |
| 2002       | Muszorgszkij: Pictures at an Exhibition; Bach: Toccata, Adagio & Fugue, BWV 564; Glinka: The Lark                                |                                              | RCA                            |
| 2004       | Schubert: Piano Sonata in B-flat; Schubert-Liszt: Four Songs; Liszt: Mephisto                                                    |                                              | Rca Red Seal                   |
| 2007       | Fantasy (Liszt, Schubert, Brahms, Csajkovszkij, Beethoven, Giovanni Sgambati)                                                    |                                              | Deutsche Grammophon            |
| 2008       | Beethoven: The Complete Piano Concertos                                                                                          | London Symphony Orchestra, Colin Davis       | EMI Classics, Warner Classics  |
| 2009       | Prokofjev: Piano Concertos Nos. 2 & 3                                                                                            | Philharmonia Orchestra, Vladimir Ashkenazy   | EMI Classics / Warner Classics |
| 2011       | Kissin Plays Liszt |                                              | RCA Red Seal, Sony Classical   |
| 2012       | Evgeny Kissin Plays Chopin & Liszt                                                                                               |                                              | Brilliant Classics             |
| 2017       | Beethoven: Piano Sonatas No. 3, No. 14 „Moonlight”, No. 23 „Appassionata”, No. 26 „Les Adieux”, No. 32; 32 Variations in C minor |                                              | Deutsche Grammophon            |
| 2019       | The New York Concert: Mozart, Fauré, Dvořák                                                                                      | Emerson String Quartet                       | Deutsche Grammophon            |